# Paradise (California)
Paradise è un "census-designated place", area non incorporata nella Contea di Mono in California. Si trova sulla parte sud ovest della contea, 15 miglia a nord di Bishop.
Paradise funge da quartiere dormitorio per i lavoratori impiegati nelle vicine Bishop e Mammoth Lakes.
La piccola comunità è posta alla base dello Sherwin Grade che divide la Round Valley nella Contea di Inyo dalla Long Valley nella contea di Mono.
Le comunità vicine comprendono Wheeler Crest ad ovest e Swall Meadows e Pinon Ranch a nord.
Secondo il censimento del 2000 gli abitanti erano 124.